# 뮤턴트 이스케이프
《뮤턴트 이스케이프》(영어: Corrective Measures)는 2022년에 개봉한 미국, 캐나다의 액션, SF, 스릴러 영화이다.
 숀 패트릭 오라일리가 감독과 각본을 맡았다.
 미국은 2022년 4월 29일에 대한민국은 2023년 4월 5일에 개봉되었다.

## 줄거리
그레이트노스웨스트 지역에 위치한 샌티부론 교도소는 초능력자 죄수를

가두가 위해 임시로 세워진 시설로 각종 초능력자 죄수들이 수감되어 있다

그 중에서도 최악의 악명을 자랑하는 로브도 수감되어 있는데 교도소장 데블린은

로브에게 숨겨진 돈을 받는것에만 몰두해 있다

그 와중에 새로운 죄수인 페이백과 디에고 디아즈가 수감되는데...

## 출연진

### 주연
- 브루스 윌리스 - 더 로브 역
- 마이클 루커 - 데블린 역

### 조연
- 톰 카바나 - 고든 트위디 역
- 브레난 메이야 - 디에고 디아즈 역
- 케빈 지거스 - 브로디 역
- 댄 페인 - 페이백 역
- 헤일리 세일즈 - 닥터 이사벨라 역
- 매튜 케빈 앤더슨 - 대니 브리즈 역
- 대니얼 커드모어 - 다이아몬드 짐 역
- 맬컴 스패로우 크로퍼드 - 노이만 역
- 숀 패트릭 오라일리 - 소닉붐 역